# Розвадовский, Вячеслав Константинович
Вячеслав Константинович Розвадовский (Развадовский; 1875—1943) — украинский художник из Подолья.

## Биография
Родился в 1875 году.
За годы обучения в Одесской художественной школе (1890—1894) и Петербургской Академии художеств (1894—1900, в классе А. И. Куинджи) Розвадовский изучал историю и фольклор Украины.
Поселившись по окончании обучения в Каменец-Подольском, он особенно заинтересовался народным искусством, архитектурой и памятниками старины, изображая их в своих произведениях.
Много времени художник отдавал общественной работе. Желая познакомить широкие массы подолян с украинским искусством, Розвадовский организовывал художественные передвижные выставки, на которых показывал лучшие произведения прогрессивных художников того времени, а также свои работы исторического и этнографического характера. В 1901—1902 годах Розвадовский путешествовал по местам, где должны были состояться эти передвижные выставки, чтобы познакомиться с их будущими посетителями.
В июне 1904 года выставка появилась в Киеве, затем она переместилась на Подолье. В ноябре 1904 года выставка завершилась в Каменец-Подольском, за 170 дней побывав в 200 сёлах и 12 городах.
В это время Розвадовский взялся за организацию в Каменец-Подольском художественной школы, которая не без трудностей была открыта в 1905 году. Так, в ней обучался К. В. Широцкий. В местной гимназии с сентября по декабрь 1905 года он преподавал рисование.
В мае 1905 года из Каменец-Подольского начала своё путешествие вторая передвижная выставка, за время работы которой её посетило порядка 30 тысяч подолян. Но жандармерия царской России преследовала эту выставку и вынудила Розвадовского покинуть Украину и выехать в Туркестан (в 1912 году). В 1908 году Розвадовский переписывался с русским художником Ильёй Репиным по вопросам сооружению памятника Т. Г. Шевченко.
Когда летом 1923 года Советское правительство постановило организовать в Москве первую Всероссийскую выставку, то Вячеслав Розвадовский вошёл в состав Туркестанского выставочного Комитета и приехал в Москву для организации на выставке туркестанского павильона.
Умер В. К. Розвадовский 1943 году в Средней Азии.

### Интересный факт

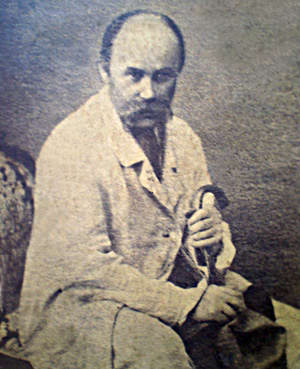
Фотография Т. Г. Шевченко из коллекции Розвадовского

В коллекции Вячеслава Константиновича Розвадовского оказался прижизненный снимок Тараса Григорьевича Шевченко. После смерти Розвадовского его жена отдала некоторые его произведения в фонды музея, вместе с ними была передана и эта фотография, которая в настоящее время хранится в Каменец-Подольском государственном историческом музее-заповеднике.